# Церковь Троицы Живоначальной (Кстинино)
Це́рковь Тро́ицы Живонача́льной — православный храм Первого Вятского благочиния Вятской епархии Русской православной церкви. Расположен в селе Кстинино Кирово-Чепецкого района Кировской области.

## Постройка храма
Появление архангельского погоста «на Кстинине» с холодной, деревянной церковью, относится к 1615 году.
В 1680 году архиепископ Иона дал храмо-зданную грамоту на построение каменной церкви. К 1693 году был построен первый белокаменный храм.
8 июля 1728 года епископ Алексий подписал грамоту об устроении придела в трапезной Архангельского храма в честь Николая Чудотворца. В 1750 году этот придел был устроен. Летом 1754 года была разобрана деревянная церковь.
В 1760 году были переустроены главы (средняя обита лемехом и покрашена зеленой краской, а 4 боковые — покрыты сусальным золотом).
В середине XIX века в ходе масштабной реконструкции трапезная Архангельского храма с Никольским приделом была разобрана до основания.
В 1856—1860 годы — построена новая тёплая каменная церковь в честь Троицы Живоначальной. Реставрационные работы 1856—1860 годов были проведены, предположительно, на средства Гавриила Петровича Машковцева, кстининского купца, родоначальника многочисленной ветви богатых вятских купцов и заводчиков, губернского таможенного главы.
Полтора века священнослужителями церкви были представители рода Васнецовых.

## Послереволюционный период
Единственная церковь на территории Кирово-Чепецкого района, которая не закрывалась в годы Советской власти.
В 1994 году церковь посетил Патриарх Московский и всея Руси Алексий Второй.

## Убранство
Декоративное убранство фасадов выполнено из кирпича и по своему характеру разительно отличается на всех трёх разновременных его частях: холодной церкви, колокольни, трапезной. Формы и отдельные элементы декора идут от нарышкинского барокко. Ярусность на фасадах четверика подчёркнута введением во втором ярусе новых элементов: спаренных полуколонок, разделённых зубцом. Углы четверика на первом ярусе выделены лопатками: южный фасад декорирован значительно богаче северного. Живописные оконные наличники завершаются сложными или несколько упрощенными кокошниками. Оконные проёмы в апсиде оформлены также, как окна на южном фасаде четверика. В сопряжениях полукружий поставлены колонны, а под довольно простым карнизом пущен аркатурный пояс, подчёркнутый валиком.
В ходе реставрации колокольня была одета в пояс колоннад и портиков. К нижнему ярусу примкнуло крыльцо в виде портика с фронтоном. Два следующих яруса получили мощные колоннады, на третьем ярусе колоннада завершается фронтоном. Выше расположен восьмигранный ярус звона с арочными завершениями и шпиль на гранёном барабанчике.

## Статус памятника
Церковь Троицы Живоначальной в селе Кстинино в соответствии с Указом Президента Российской Федерации от 20 февраля 1995 года № 176 «Об утверждении перечня объектов исторического и культурного наследия Федерального (общероссийского) значения» внесена в Раздел III. Памятники градостроительства и архитектуры по Кировской области.